# Cheoyongmu
Le cheoyongmu désigne, en Corée, une danse que l'on pratiquait à la Cour et qui se représente sur scène pendant l'époque contemporaine. Son nom et ses costumes ont des origines symboliques. Cette danse traditionnelle intègre, en 2009, la liste représentative du patrimoine culturel immatériel de l'humanité, à la suite d'une décision de l'Unesco.

## Description, symbolique et histoire
Le terme cheoyongmu a une étymologie en rapport avec une légende coréenne : Cheoyong, fils du roi-dragon Yongwang, protégea son épouse de la variole. Pour ce faire, il chassa l'esprit de la maladie, qui comptait la posséder, par une danse et de la musique. Ancienne danse de Cour, qui est pratiquée sur scène à l'époque contemporaine, elle était empreinte d'une valeur rituelle : elle chassait les mauvais esprits. Dans les rites d'exorcismes pratiqués la veille du Nouvel An, dans les banquets royaux, ses contemporains lui attribuaient le pouvoir d'assurer la tranquillité et de porter chance. De Silla à la fin de Goryeo, un danseur la pratique, ils sont cinq après cette période. Les costumes des danseurs sont de couleurs jaune, rouge, bleue, blanche et noire, ce qui représente les quatre points cardinaux et le centre. Leurs costumes se composent en outre de colliers de plomb, de boucles d'oreilles en étain, de masques aux dents blanches qui évoquent un caractère divin, et d’un chapeau noir avec deux bouquets de pivoines et de sept pêches, qui avait la réputation de chasser le mal. La musique accompagnant cette danse comprend du chant lyrique. Sont comptés dans la pratique du cheoyongmu la fabrication des masques, l'image de Cheoyong gravée sur les portes d'entrée (une croyance lui attribuant le pouvoir de repousser la maladie), ainsi qu’une théorie du confucianisme, celle des cinq éléments. Cette danse a pour autre nom obang cheoyongmu. Elle disparaît momentanément du fait du traité d'annexion de 1910, mais est à nouveau représentée dans les années 1920. Malgré plusieurs variations, par exemple dans la musique, cet art nous est parvenu.

## Intégration du patrimoine culturel immatériel
L'Unesco décide d'intégrer cet élément sur la liste représentative du patrimoine culturel immatériel de l'humanité, en 2009. Cette danse est rattachée à la Corée du Sud. Dans la description qu'il donne, les danses sont qualifiées de majestueuses.